# Matt Cooke
Matthew David Matt Cooke (né le 7 septembre 1978 à Belleville en l'Ontario au Canada) est un joueur professionnel canadien de hockey sur glace. Il est souvent considéré comme une « peste » dans le monde du hockey par son côté provocateur, gênant les attaquants adverses en les énervant.

## Biographie

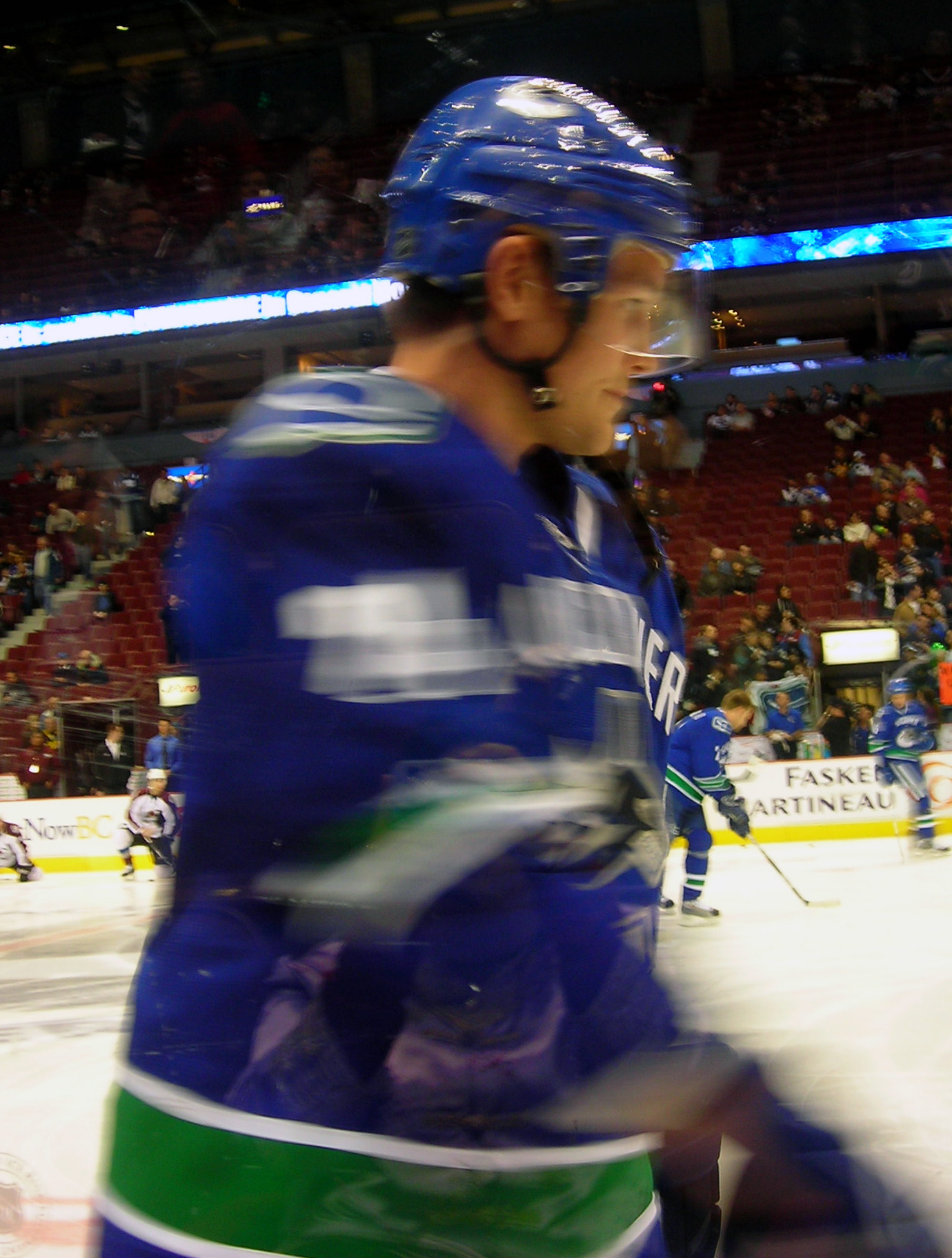
Matt Cooke sous les couleurs des Canucks de Vancouver.

### Ses débuts
Cooke commence sa carrière en jouant dans la ligue junior de la Ligue de hockey de l'Ontario pour les Spitfires de Windsor en 1995. Il y passe deux saisons et demie avant de rejoindre pour la fin de la saison 1997-98 les Frontenacs de Kingston. Il connaît sa meilleure saison junior en 1996-97 en inscrivant 95 points, le meilleur total pour l'équipe cette saison. Lors de l'été qui suit, il participe au repêchage d'entrée dans la Ligue nationale de hockey et est choisi lors de la sixième ronde, en tant que 144e joueur par les Canucks de Vancouver.
Il rejoint l'organisation lors de la saison 1998-1999 et joue un peu de la saison dans la LNH, passant le reste de son temps avec le Crunch de Syracuse de la Ligue américaine de hockey. Cooke joue pour la première fois avec l'équipe du Canada lors du championnat du monde junior de 1998. L'équipe perd alors en quart-de-finale contre les Russes.
Il se gagne une place de titulaire dans la LNH pour la saison 2000-2001. Il connaît sa meilleure saison en 2002-2003 avec un total de 42 points et remporte cette année-là, le trophée interne des Canucks, trophée dit de l'« unsung hero », le trophée Frederick Hume, récompensant le joueur le plus important pour l'équipe mais oublié par les journalistes et spécialistes
Il est une nouvelle fois sélectionné lors du championnat du monde 2004 et aide  le Canada a remporter la médaille d'or en permettant aux siens de revenir au score lors de la finale contre la Suède. Menés 3 à 2, il contre un palet de Michael Nylander pour inscrire le but et à la fin du match inscrit le but du chaos 5-3 à 10 minutes de la fin.
Il quitte les Canucks au cours de sa neuvième saison dans l'équipe, étant échangé contre Matt Pettinger aux Capitals de Washington en février 2008. Il passe la fin de la saison avec les Capitals mais est agent libre en fin de saison.

#### La Coupe Stanley (2008-2009)
Cooke change ainsi une nouvelle fois d'équipe et il signe un contrat pour deux saisons avec les Penguins de Pittsburgh, à la recherche d'un nouvel agitateur dans leur équipe à la suite du départ de Jarkko Ruutu le 6 juillet 2008. Le 14 octobre, Cooke inscrit son premier point sous ses nouvelles couleurs en réalisant une passe décisive et un mois plus tard, il joue le six-centième match de sa carrière dans la LNH. Michel Therrien, l'entraîneur de l'équipe, décide de mettre en place des assistants-capitaines par roulement pour son jeune capitaine, Sidney Crosby ; au mois de décembre, Jordan Staal et Cooke sont les deux assistants désignés par Therrien.
Les Penguins connaissent une fin d'année 2008 et un début 2009 catastrophiques, ne parvenant pas à enchaîner les victoires et finalement le 16 février, Ray Shero, le directeur général des Penguins, licencie Therrien et Dan Bylsma, entraîneur de Wilkes-Barre/Scranton, est nommé à sa place. À la fin de la saison régulière, les Penguins sont à la deuxième place de la division derrière les Devils du New Jersey avec sept points de retard, quatrième au total de l'association. Ievgueni Malkine est le meilleur pointeur de la ligue avec cent-treize réalisations alors que Cooke compte treize buts et dix-huit passes décisives.
Lors des séries, les Penguins éliminent au premier tour les Flyers de Philadelphie en six matchs alors que lors du dernier match ils sont menés au score 3-0 avant de revenir au jeu, le réveil étant sonné par un combat entre Maxime Talbot des Penguins et Dan Carcillo des Flyers. Au tour suivant, Cooke et ses coéquipiers affrontent les Capitals de Washington emmenés par Aleksandr Ovetchkine. La série se prolonge jusqu'au septième match grâce à notamment une prestation de Semion Varlamov dans les buts des Capitals ainsi qu'aux talents offensifs de Crosby et Ovetchkine. Chaque équipe remporte les deux matchs à domicile avec des scores élevés et serrés puis les Penguins l'emportent tout de même lors du cinquième sur la glace des Capitals en prolongation avec le but de la victoire inscrit par Malkine alors qu'il tente de faire une passe à Crosby. Les joueurs de Pittsburgh se qualifient à la suite du septième match joué, une victoire  6 buts à 2.

## Statistiques

### Statistiques en club
| Saison     | Équipe                 | Ligue      |       | Saison régulière | Saison régulière | Saison régulière | Saison régulière | Saison régulière |    | Séries éliminatoires | Séries éliminatoires | Séries éliminatoires | Séries éliminatoires | Séries éliminatoires |
| Saison     | Équipe                 | Ligue      | PJ    | B                | A                | Pts              | Pun              | PJ               | B  | A                    | Pts                  | Pun                  |                      |                      |
| 1995-1996  | Spitfires de Windsor   | LHO        | 61    | 8                | 11               | 19               | 102              | 7                | 1  | 3                    | 4                    | 6                    |                      |                      |
| 1996-1997  | Spitfires de Windsor   | LHO        | 65    | 45               | 50               | 95               | 146              | 5                | 5  | 5                    | 10                   | 10                   |                      |                      |
| 1997-1998  | Spitfires de Windsor   | LHO        | 23    | 14               | 19               | 33               | 50               | -                | -  | -                    | -                    | -                    |                      |                      |
| 1997-1998  | Frontenacs de Kingston | LHO        | 25    | 8                | 13               | 21               | 49               | 12               | 8  | 8                    | 16                   | 20                   |                      |                      |
| 1998-1999  | Canucks de Vancouver   | LNH        | 30    | 0                | 2                | 2                | 27               | -                | -  | -                    | -                    | -                    |                      |                      |
| 1998-1999  | Crunch de Syracuse     | LAH        | 37    | 15               | 18               | 33               | 119              | -                | -  | -                    | -                    | -                    |                      |                      |
| 1999-2000  | Crunch de Syracuse     | LAH        | 18    | 5                | 8                | 13               | 27               | -                | -  | -                    | -                    | -                    |                      |                      |
| 1999-2000  | Canucks de Vancouver   | LNH        | 51    | 5                | 7                | 12               | 39               | -                | -  | -                    | -                    | -                    |                      |                      |
| 2000-2001  | Canucks de Vancouver   | LNH        | 81    | 14               | 13               | 27               | 94               | 4                | 0  | 0                    | 0                    | 4                    |                      |                      |
| 2001-2002  | Canucks de Vancouver   | LNH        | 82    | 13               | 20               | 33               | 111              | 6                | 3  | 2                    | 5                    | 0                    |                      |                      |
| 2002-2003  | Canucks de Vancouver   | LNH        | 82    | 15               | 27               | 42               | 82               | 14               | 2  | 1                    | 3                    | 12                   |                      |                      |
| 2003-2004  | Canucks de Vancouver   | LNH        | 53    | 11               | 12               | 23               | 73               | 7                | 3  | 1                    | 4                    | 12                   |                      |                      |
| 2005-2006  | Canucks de Vancouver   | LNH        | 45    | 8                | 10               | 18               | 71               | -                | -  | -                    | -                    | -                    |                      |                      |
| 2006-2007  | Canucks de Vancouver   | LNH        | 81    | 10               | 20               | 30               | 64               | 1                | 0  | 0                    | 0                    | 2                    |                      |                      |
| 2007-2008  | Canucks de Vancouver   | LNH        | 61    | 7                | 9                | 16               | 64               | -                | -  | -                    | -                    | -                    |                      |                      |
| 2007-2008  | Capitals de Washington | LNH        | 17    | 3                | 4                | 7                | 27               | 7                | 0  | 0                    | 0                    | 4                    |                      |                      |
| 2008-2009  | Penguins de Pittsburgh | LNH        | 73    | 13               | 18               | 31               | 101              | 24               | 1  | 6                    | 7                    | 22                   |                      |                      |
| 2009-2010  | Penguins de Pittsburgh | LNH        | 79    | 15               | 15               | 30               | 106              | 13               | 4  | 2                    | 6                    | 22                   |                      |                      |
| 2010-2011  | Penguins de Pittsburgh | LNH        | 67    | 12               | 18               | 30               | 129              | 0                | 0  | 0                    | 0                    | 0                    |                      |                      |
| 2011-2012  | Penguins de Pittsburgh | LNH        | 82    | 19               | 19               | 38               | 44               | 6                | 0  | 4                    | 4                    | 16                   |                      |                      |
| 2012-2013  | Penguins de Pittsburgh | LNH        | 48    | 8                | 13               | 21               | 36               | 15               | 0  | 4                    | 4                    | 35                   |                      |                      |
| 2013-2014  | Wild du Minnesota      | LNH        | 82    | 10               | 18               | 28               | 54               | 6                | 0  | 3                    | 3                    | 8                    |                      |                      |
| 2014-2015  | Wild du Minnesota      | LNH        | 29    | 4                | 6                | 10               | 13               | 7                | 0  | 2                    | 2                    | 4                    |                      |                      |
| Totaux LNH | Totaux LNH             | Totaux LNH | 1 046 | 167              | 231              | 398              | 1 135            | 110              | 13 | 25                   | 38                   | 141                  |                      |                      |

### Statistiques en équipe nationale
| Année | Compétition                 |   | PJ | B | A | Pts | Pun                        |  | Résultat |
| 1998  | Championnat du monde junior | 6 | 1  | 1 | 2 | 6   | Défaite en quart-de-finale |  |          |
| 2004  | Championnat du monde        | 9 | 2  | 2 | 4 | 8   | Médaille d'or              |  |          |